# Peter Griffin
Peter Löwenbrau McFinnigan Griffin, conocido sencillamente como Peter Griffin, es un personaje ficticio y protagonista principal de la serie Padre de familia. Es el patriarca de la familia Griffin, está casado con Lois Griffin, con quien tiene tres hijos, Meg, Chris y Stewie Griffin, también es el padre biológico de Bertram. Seth MacFarlane le presta su voz al personaje con un marcado acento rhodense. Dicho actor, a la par que creador de la serie, diseñó a Peter y al resto de la familia, quienes debutaron en televisión el 31 de enero de 1999 en el estreno del primer episodio, después de la Super Bowl XXXIII.
La voz de Peter estuvo inspirada en un conserje de la Escuela de Diseño de Rhode Island donde MacFarlane estudió. Su semejanza fue un rediseño del protagonista del cortometraje Larry Shorts. El diseño de Peter ha recibido muchas críticas dispares. En cuanto a merchandising, se han fabricado juguetes, camisetas y un videojuego, y en cuanto a cameos, cabe destacar sus apariciones en Los Simpson, South Park, y el spin-off de Padre de familia, The Cleveland Show.

## Papel en Padre de familia
Peter es nacido en México, descendiente de estadounidenses de origen irlandés, posee un prominente acento de Rhode Island y del este de Massachusetts. Es el marido de Lois Griffin, y padre de Meg, Chris y Stewie, el personaje tiene su residencia en Quahog, localidad ficticia de Rhode Island basada ligeramente en la localidad de Cranston. Estuvo trabajando como operario industrial en la fábrica "Me-Importa-Un-Pepino" donde ejercía de inspector de seguridad en la cadena de montaje, hasta que su jefe, Jonathan Weed falleció tras asfixiarse con un bollo de pan; tras pasar un tiempo cesante se dedicó a la pesca tras conseguir un barco al que bautizaría como: S.S. Más poderoso que Superman, Batman y el Increíble Hulk juntos, contaba con la ayuda de dos inmigrantes portugueses, Santos y Pasqual (a pesar del acento de ambos claramente brasileño) hasta que su navío quedó prácticamente destruido en una tormenta por la que fue declarado muerto. Actualmente trabaja en la cervecería Pawtucket Patriot en el departamento de envíos. Aparte de esos trabajos, en varios flashbacks aleatorios ha aparecido ejerciendo otras profesiones.
La serie hace uso de un orden cronológico en el que los personajes no envejecen de manera notable aunque en Padre de familia se asuma que están en el mismo año como en la vida real. Sin embargo, varios personajes como Meg, han envejecido 2 o 3 años desde el inicio del programa, mientras que otros como Stewie siguen teniendo la misma edad. En varios episodios, los sucesos están conectados en un tiempo específico, aunque en algún momento pueda ser contradictorio.
Como gag recurrente, la trama se ve interrumpida de manera súbita por una pelea entre Peter y Ernie, un pollo antropomorfo de tamaño desproporcionado para lo que es el animal (estatura idéntica a la de Peter), el cual es conocido por la rivalidad contra Peter. Estos combates que siempre comienzan a causa de un cruce de miradas entre Peter y Ernie son en sí, una parodia de las películas de acción que terminan con parte del municipio devastado.

## Personaje

### Creación
Mientras seguía en la Universidad, Seth MacFarlane creó un corto animado titulado The Life of Larry. La historia se centraba en un hombre de mediana edad llamado Larry y su perro antropomorfo Steve. Más tarde hizo una secuela de título, Larry & Steve, la cual fue emitido en Cartoon Network en 1997. En 1999, MacFarlane estuvo trabajando para la productora Hanna-Barbera como guionista de series como Johnny Bravo, El laboratorio de Dexter y Cow and Chicken. El cortometraje atrajo la atención de los representantes de la 20th Century Fox, los cuales le pidieron que creara una serie de televisión. MacFarlane recibió un presupuesto de 50.000 dólares para la producción del piloto, lo que significaría que es el episodio más costoso realizado.
La serie, a la que llamaría Padre de familia, y la creación del episodio le llevó tres meses. El personaje de Peter estuvo basado en Larry Shorts, cuya voz es similar a la del patriarca de los Griffin. Para la voz estuvo inspirado en un conserje que MacFarlane conoció mientras estudiaba en la Escuela de Diseño de Rhode Island. La personalidad del personaje está basado de manera parcial en un amigo de su padre, que se durmió de manera grosera mientras veía la película Philadelphia. Los ejecutivos de la cadena estuvieron impresionados con el capítulo y ordenaron la creación de 13 más, consiguiendo así, MacFarlane, un contrato de 2 millones de dólares por temporada.
Peter tiene dos padres adoptivos (Francis y Walston). Walston apareció en el episodio de 1969 cuando Peter reclamaba a Chris de no fumar hierba para que después apareciera su padre Oscar a reclamarlo y luego su abuelo Geoff a reclamarlo al también. Y Francis fue el que más crio a Peter en su vida adoptada.
En Peter's Two Dads se reveló que el padre biológico de Peter es en realidad un irlandés llamado Mickey, el cual estuvo basado en las raíces del padre del propio creador. MacFarlane declaró: 

Cuando crecí, mi padre tenía bastantes amigos: grandes,  con gran voz, apasionados por Nueva Inglaterra, católicos irlandeses. Ellos hicieron lo pusieron todo con personalidad, y Padre de familia recogió todos esos arquetipos que durante tantos años he estado observando.

### Personalidad
Peter es un obrero estereotipado, que suele emborracharse con frecuencia con sus amigos en La Almeja Borracha, bar del pueblo. Después de realizar un examen de CI, descubrió que su escaso intelecto se debe a un retraso mental. Es conocido por ser excesivamente impulsivo, lo que le lleva a varias situaciones embarazosas, por ejemplo, intentar abusar de Meg tras adoptar el estilo de vida de un paleto. Respecto a su mujer, es completamente celoso con las atracciones que otros han sentido hacia Lois en su vida [de ella], su actitud le ha llevado a límites extremos, como agredir a una orca por darle un beso cariñoso a Lois en SeaWorld. Aquellos actos condujeron a una ruptura temporal en el episodio Stuck Together, Torn Apart. Peter apenas suele prestar atención a los asuntos de mayor envergadura, lo cual le lleva a situaciones bizarras, en Long John Peter, Chris señala (después de que muriera el loro de Peter) "se le pasará enseguida y después volverá a hacer otra tontería", ajeno a las palabras de su hijo, Peter se olvida del loro hasta que encuentra un piano de cola, el cual acaba destrozando y segundos después encuentra las escrituras de un rancho de ganado.
Peter tiene unas relaciones complejas con sus tres hijos. Suele burlarse de Meg y la trata mal. En FOX-y Lady (temporada 7, 2009) donde Peter, Meg y Chris intentan crear una serie animada, Peter excluye a Meg y a sus ideas del grupo. Aunque en algunos episodios Peter ha tenido buenas relaciones con Meg- en Hell Comes to Quahog, (temporada 5, 2006) Peter casi le dice a Meg que la quiere y en Road to Rupert, (temporada 5, 2007) le dice a Meg que la trataría mal en público, pero que serían amigos en secreto. Peter y Stewie tuvieron sus propias aventuras cuando Peter le llevó a Walt Disney World Resort en el episodio The Courtship of Stewie's Father, (temporada 4, 2006). Con Chris, Peter se comunica bien con él, pero en los momentos en el que necesita asesoramiento o en una aventura Peter le dice a Chris que debe hacer lo contrario de lo que debería, como en Long John Peter, (temporada 7, 2008) donde Chris está pidiendo consejos sobre una cita y Peter le cuenta cómo tratar a la mujer de forma horrible.

### Orígenes
Antes de nacer, su madre se trasladó a México para abortar. Sin embargo, dio a luz durante la operación, y se lo llevó consigo a Providence donde pasó su infancia. Durante aquel tiempo fue mantenido y educado por sus padres, Thelma y Francis Griffin, según la fe católica (y por Walston recurrentemente). Hasta que en Peter's Two Dads descubrió que su padre biológico es un irlandés llamado Mickey McFinnigan. Tras visitarle, este reniega de su supuesto hijo, pero para demostrarle que es su hijo, Peter le reta a un duelo de beber hasta que uno de los dos pierda el conocimiento. Aparte de sus padres, Peter ha hecho mención de un gran número de ancestros a lo largo de la serie argumentando que "la historia de la familia Griffin es un rico tapiz". Entre los antepasados más destacados, se encuentran: Moisés Griffin, que liberó a los israelitas de la esclavitud de los egipcios; Willy Griffin "Ojo morado", tatarabuelo de Peter y actor de cine mudo de los años 20; y Peter Hitler, hermano de Adolf Hitler, al cual acaba sacando siempre de sus casillas. Peter tuvo un familiar antepasado de raza afrodescendiente llamado Nate, captado como esclavo por los antepasados de Lois. En la hacienda conoció a la hija de sus amos, de la cual se enamoró y con la que formó una familia en secreto hasta que fueron descubiertos y tuvieron que huir.

### Voz
Parte de ello viene de que inicialmente, no había dinero. Parte de eso es que es como a mí me gusta trabajar. Me gusta la libertad de ser capaz y poder hacerlo yo mismo. Ver un guion gráfico y participar con el aspecto visual, así como con el doblaje, es agradable. Me libera de hacer chistes que tal vez son poco convincentes, de manera específica, que sólo se puede evitar con la participación de ambas partes del proceso.
Seth MacFarlane, sobre el doblaje de los personajes, en una entrevista con The Onion.

La voz de Peter la pone el propio MacFarlane, quien también pone voz a Brian, Stewie y Quagmire. MacFarlane también pone voz a diversos personajes recurrentes y a otros más esporádicos, estando en un lugar destacado el presentador de noticias Tom Tucker, el padre de Lois Carter Pewterschmidt y el Dr. Hartman. MacFarlane ha formado parte del elenco principal del doblaje desde el episodio piloto de la serie, así como doblando a Peter desde el principio. MacFarlane optó por doblar a Peter y al resto de personajes por sí mismo, creyendo que sería más fácil usar el doblaje que ya tenía previsto a que otra persona lo intentara. La voz de MacFarlane no es muy cercana a la de Peter cuando se trata de doblar a Brian. MacFarlane tomó la inspiración para la voz de Peter de una guarda que conocía cuando estudiaba en la Escuela de Diseño de Rhode Island. MacFarlane, quien también pone a voz a diversos antepasados de Peter, comparte el mismo doblaje con ellos. MacFarlane dijo en una entrevista que la razón para que doblase a Peter y al resto de personajes es que tenían originalmente un bajo presupuesto. Pero prefiere la libertad de hacerlo él mismo.
Ha habido diversas ocasiones en las que MacFarlane no ha doblado a Peter. Algunos ejemplos son el episodio Family Gay, donde Seth Rogen dio la voz a Peter cuando estaba bajo los efectos del "gen Seth Rogen". Otro ejemplo fue en el capítulo Road to the Multiverse, donde en una escena donde todo en el mundo era japonés, la voz de Peter la dio el actor japonés Jameson Yang.